# Isla Roosevelt

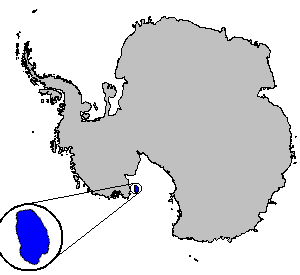
Localización de la isla Roosevelt.

La isla Roosevelt (79°25′S 162°00′O / -79.417, -162.000) es una isla cubierta por el hielo, aproximadamente de 130 km de largo en la dirección NW-SE por 65 km de ancho, y unos 7500 km² de área, que está en la parte este del barrera de hielo de Ross sobre el mar de Ross, frente a la costa Shirase en la Antártida. Su parte central se eleva unos 550 m s. n. m.
Fue llamada por su descubridor, el almirante Richard Evelyn Byrd, en 1934 en honor a Franklin Delano Roosevelt, entonces presidente de los Estados Unidos.

## Reclamación territorial
La isla es reclamada por Nueva Zelanda como parte de la Dependencia Ross, pero esta reclamación está sujeta a las disposiciones del Tratado Antártico.
- Datos: Q501337
- Multimedia: Roosevelt Island, Antarctica / Q501337